# Tempérament mésotonique
Dans la théorie de la musique occidentale, un tempérament mésotonique est un tempérament musical construit sur le même principe que la gamme pythagoricienne, mais en diminuant les quintes, afin d'améliorer la justesse de ses tierces. Les tempéraments mésotoniques sont des compromis et diffèrent selon l'importance donnée à la pureté respective des tierces et des quintes.
L'adjectif « mésotonique » indique que tous les tons sont égaux à une valeur médiane (le préfixe méso vient du grec et signifie « au milieu »). A contrario, les gammes naturelles à tierces pures (comme celle de Zarlino) se divisent en tons majeurs (de rapport 9/8) et tons mineurs (de rapport 10/9), qui diffèrent entre eux d'un comma syntonique.
On baisse les quintes d'une fraction du comma syntonique (aussi appelé comma zarlinien). En effet, la tierce pythagoricienne, ou diton (elle égale deux tons et son rapport de fréquences est 81/64), diffère de la tierce pure (de rapport 5/4 ou 80/64) d'un intervalle, le comma syntonique.

## Construction

### Tempérament mésotonique 1/4 comma
Les notes de la gamme de Pythagore sont obtenues en empilant des quintes pures (de rapport 3/2) : do - sol, sol - ré, ré - la et la - mi, etc. Mais, avec cette construction, la tierce obtenue, do - mi , a un rapport de 81/64, c'est la tierce pythagoricienne. Elle diffère de la tierce pure de rapport 5/4 = 80/64. Afin d'obtenir une tierce pure, il faut donc réduire légèrement les quintes.

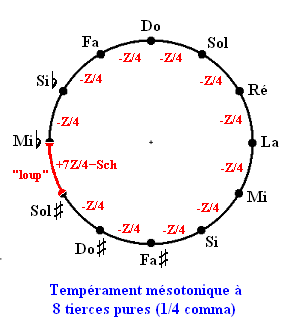
Z = comma zarlinien, Sch = schisma

La différence entre la tierce pythagoricienne et la tierce pure s'appelle le comma syntonique et vaut (81/64)/(5/4)=81/80. En partant du cycle des quintes servant à la construction de la gamme pythagoricienne, on trouve 4 quintes dans l'intervalle de chaque tierce (par exemple do - mi contient les quintes do - sol, sol - ré, ré - la et la - mi). Ainsi, en baissant les 4 quintes d'un quart de comma syntonique chacune, la tierce devient pure.

Tierce pure et comma syntonique dans le cycle des quintes

En appliquant le procédé aux 11 quintes justes (en laissant de côté la quinte du loup), on obtient le tempérament mésotonique à quart de comma.
Notons que, pour la gamme pythagoricienne et pour le tempérament mésotonique à quart de comma, un ton contient deux quintes (par exemple le ton do - ré contient les quintes do - sol et sol - ré), ce qui donne exactement deux tons pour une tierce majeure.
Ce tempérament rend les tierces pures en faussant légèrement toutes les quintes. La quinte se situe 3,42 cent au-dessous de la valeur tempérée, et 5,38 cents au-dessous de la quinte juste. Au total, on a réduit l'intervalle des 12 quintes justes de presque 3 commas syntoniques : pour conserver une octave pure, la quinte du loup de la gamme pythagoricienne (égale à une quinte juste moins le comma pythagoricien) doit être complétée avec les 11/4 de commas syntoniques retirés. Les deux types de comma ayant une valeur assez proche, la quinte du loup dans ce tempérament mésotonique est plus grande qu'une quinte juste d'environ deux commas.

### Autres constructions
On peut alors imaginer de réduire les quintes d'une quantité moindre pour mieux équilibrer la répartition de la fausseté des intervalles, en divisant le comma par un autre chiffre situé de préférence entre 4 et 12. Les solutions les plus courantes sont celles à 1/6 et à 1/8 de comma. Le tempérament mésotonique au 1/12 de comma arrive à rendre la quinte du loup  quasiment égale aux autres ; elle n'en diffère que de la différence entre commas pythagoricien et syntonique, que l'on appelle le schisma. Mais on peut aussi remarquer qu'on est tellement proche du tempérament égal que conserver ce schisma résiduel n'a pas de sens. Dans la pratique, ce tempérament équivaut au tempérament égal[réf. nécessaire].

## Calcul des intervalles tempérés
En notant « n » la fraction de comma syntonique utilisée, la correction appliquée à la quinte juste (pythagoricienne) est le facteur (80/81)1/n. (On se souvient que  80 = 24 x 5 et que 81 = 34)
La quinte tempérée (QT) vaut 3/2 x (80/81)1/n.
La « quinte du loup » (QL) vaut sept octaves diminuées de 11 quintes tempérées, soit 27/(3/2 x (80/81)1/n)11.
Prenons l'exemple du mésotonique à 1/4 de comma : QT = 3/2 x (80/81)1/4. ou 

QT  = 3/2 x (24 x 5 / 34)1/4 ou 

QT  = 3/2 x ((2 x 51/4) / 3) ou 

QT  = 51/4 c’est-à-dire 

QT  = 1,4953…
QL = 27 /  511/4  c’est-à-dire 

QL = 1,5312....

## Comparaison des différents tempéraments mésotoniques
| Note | Gamme naturelle | Gamme de Pythagore | Gamme tempérée | Mésotonique 1/4 comma | Mésotonique 1/6 comma | Mésotonique 1/8 comma |
| do   | 264,00          | 264,00             | 264,00         | 264,00                | 264,00                | 264,00                |
| do♯  | 275,00          | 281,92             | 279,70         | 275,86                | 277,86                | 278,87                |
| ré   | 297,00          | 297,00             | 296,33         | 295,16                | 295,77                | 296,08                |
| mi♭  | 316,80          | 312,89             | 313,95         | 315,82                | 314,84                | 314,35                |
| mi   | 330,00          | 334,13             | 332,62         | 330,00                | 331,37                | 332,06                |
| fa   | 352,00          | 352,00             | 352,40         | 353,09                | 352,73                | 352,55                |
| fa♯  | 371,25          | 375,89             | 373,35         | 368,95                | 371,25                | 372,40                |
| sol  | 396,00          | 396,00             | 395,55         | 394,77                | 395,18                | 395,39                |
| sol♯ | 412,50          | 422,88             | 419,07         | 412,50                | 415,93                | 417,66                |
| la   | 440,00          | 445,50             | 443,99         | 441,37                | 442,74                | 443,43                |
| si♭  | 475,20          | 469,33             | 470,39         | 472,26                | 471,28                | 470,79                |
| si   | 495,00          | 501,19             | 498,37         | 493,47                | 496,03                | 497,31                |
| do   | 528,00          | 528,00             | 528,00         | 528,00                | 528,00                | 528,00                |

Dans ce tableau :

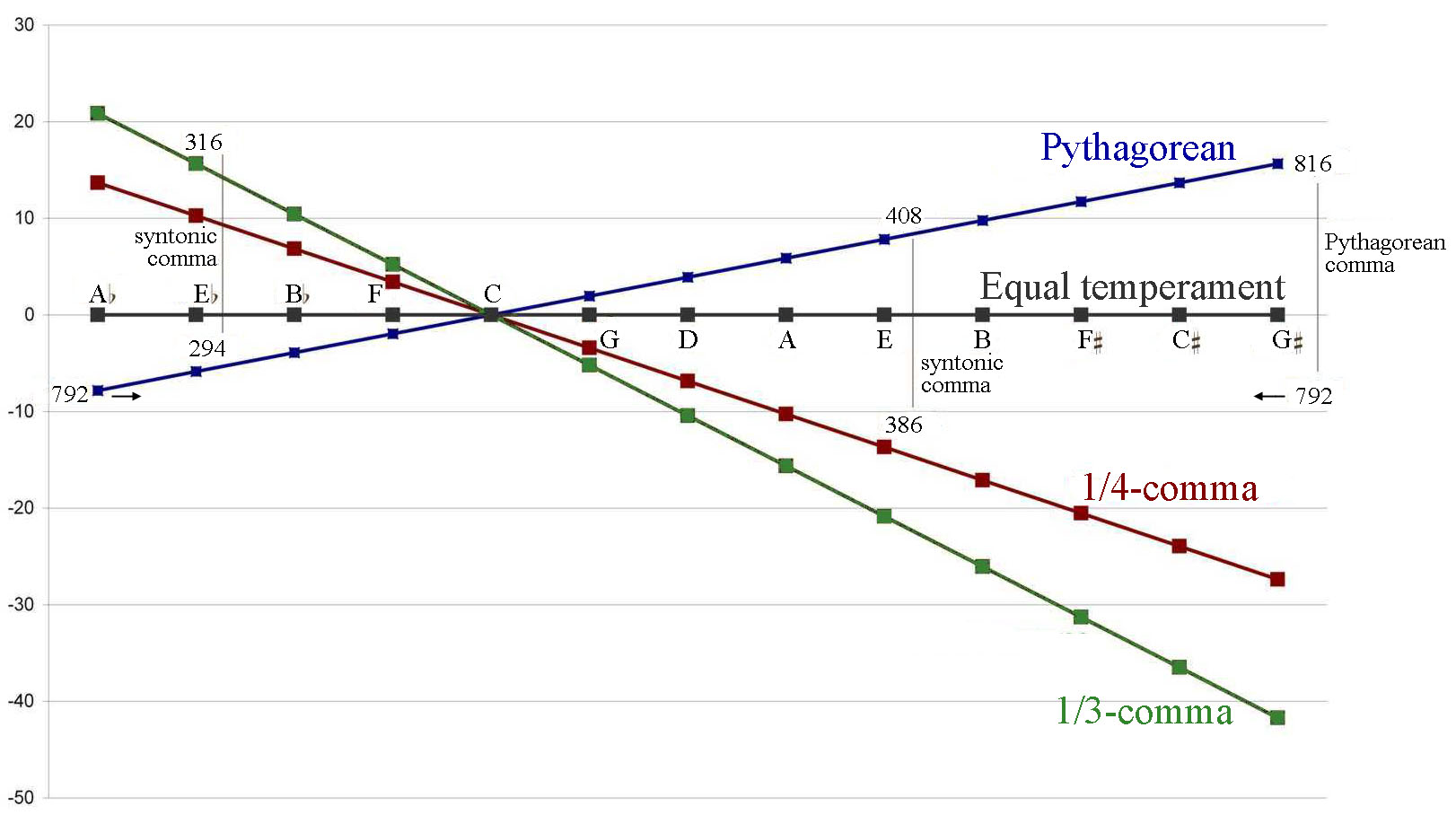
Comparaison entre l'accord pythagoricien (bleu), le tempérament égal (noir), le tempérament au quart de comma (rouge) et celui au tiers de comma (vert). Pour chacun, l'origine commune est choisie arbitrairement comme do (C). Les valeurs indiquées par l'échelle à gauche sont des déviations en cents par rapport au tempérament égal.

1. La note do commune à 264 Hz donne un la à 440 Hz (diapason actuel) dans la gamme naturelle.
2. La gamme de Pythagore est construite de telle façon que la quinte du loup soit entre sol# et ré#.
3. Les trois colonnes de droite correspondent aux tempéraments mésotoniques les plus utilisés.

| Intervalle                                                          | Gamme naturelle | Gamme de Pythagore | Gamme tempérée | Mésotonique 1/4 comma | Mésotonique 1/6 comma | Mésotonique 1/8 comma |
| Quinte DO-SOL                                                       | 1,500           | 1,500              | 1,498          | 1,495                 | 1,497                 | 1,498                 |
| Quinte du loup SOL{\displaystyle \sharp }-Ré{\displaystyle \sharp } | 1,536           | 1,480              | 1,498          | 1,531                 | 1,514                 | 1,505                 |
| Tierce DO-MI                                                        | 1,250           | 1,266              | 1,260          | 1,250                 | 1,255                 | 1,258                 |

Dans ce tableau, les intervalles sont calculés à partir du tableau précédent :
1. Le tempérament à 1/4 de comma donne des tierces justes et des quintes (y compris le loup) très légèrement fausses ; c'est le plus facile à accorder.
2. Le tempérament à 1/6 de comma présente le meilleur compromis, avec des quintes presque toutes équivalentes, des tierces et des quintes proches des intervalles justes
3. Le tempérament à 1/8 de comma se rapproche beaucoup du tempérament égal.

## Histoire
C’est le théoricien Pietro Aaron qui aurait imaginé, en 1523 à Venise, le tempérament dit « mésotonique ».
Les tempéraments mésotoniques ont été utilisés à la fin de la Renaissance et pendant toute la période baroque.
Les tempéraments mésotoniques ont été imaginés pour utiliser des tierces pures, ce qui est possible dans huit tonalités majeures et dans leurs tonalités relatives mineures. Ces tierces majeures, divisées en deux tons égaux, laissent subsister une quinte du loup plus ou moins prononcée ainsi que quatre tierces trop grandes, appartenant à des tonalités interdites.

## Instruments
De nos jours ils restent utilisés dans l’accord des instruments à clavier – principalement orgue et clavecin -  destinés à l’interprétation de la musique « ancienne » - dans la pratique la musique écrite jusqu’à la moitié du XVIIIe siècle et ceci concurremment avec les tempéraments inégaux qui leur sont postérieurs. Par exemple, l'orgue de transept de l'église Saint-Paul de Strasbourg est accordé avec un tempérament mésotonique. L'orgue dispose de manettes qui changent les ré# en mi bémol et les sol# en la bémol.

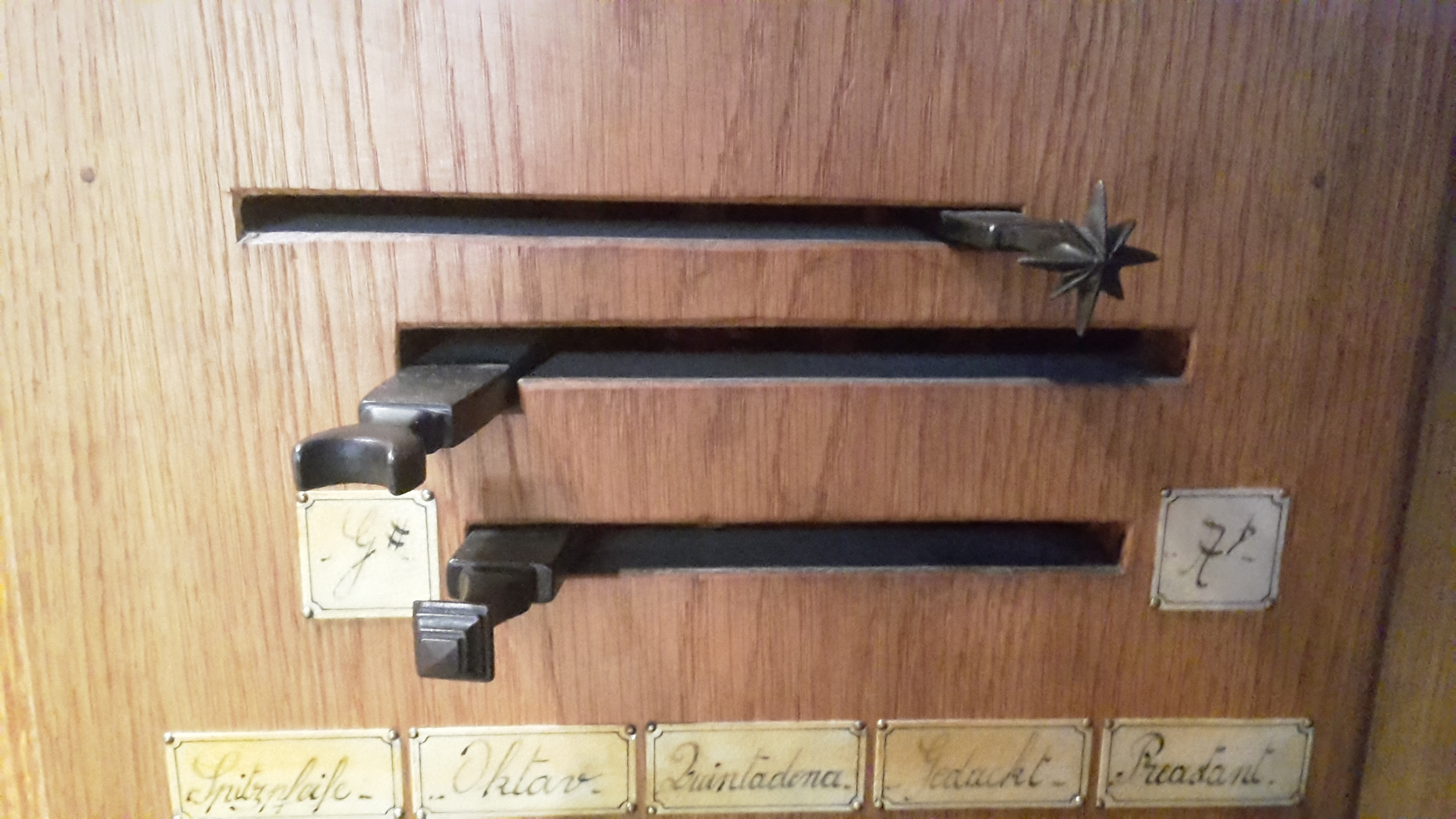
Manette pour changer les sol# en lab.
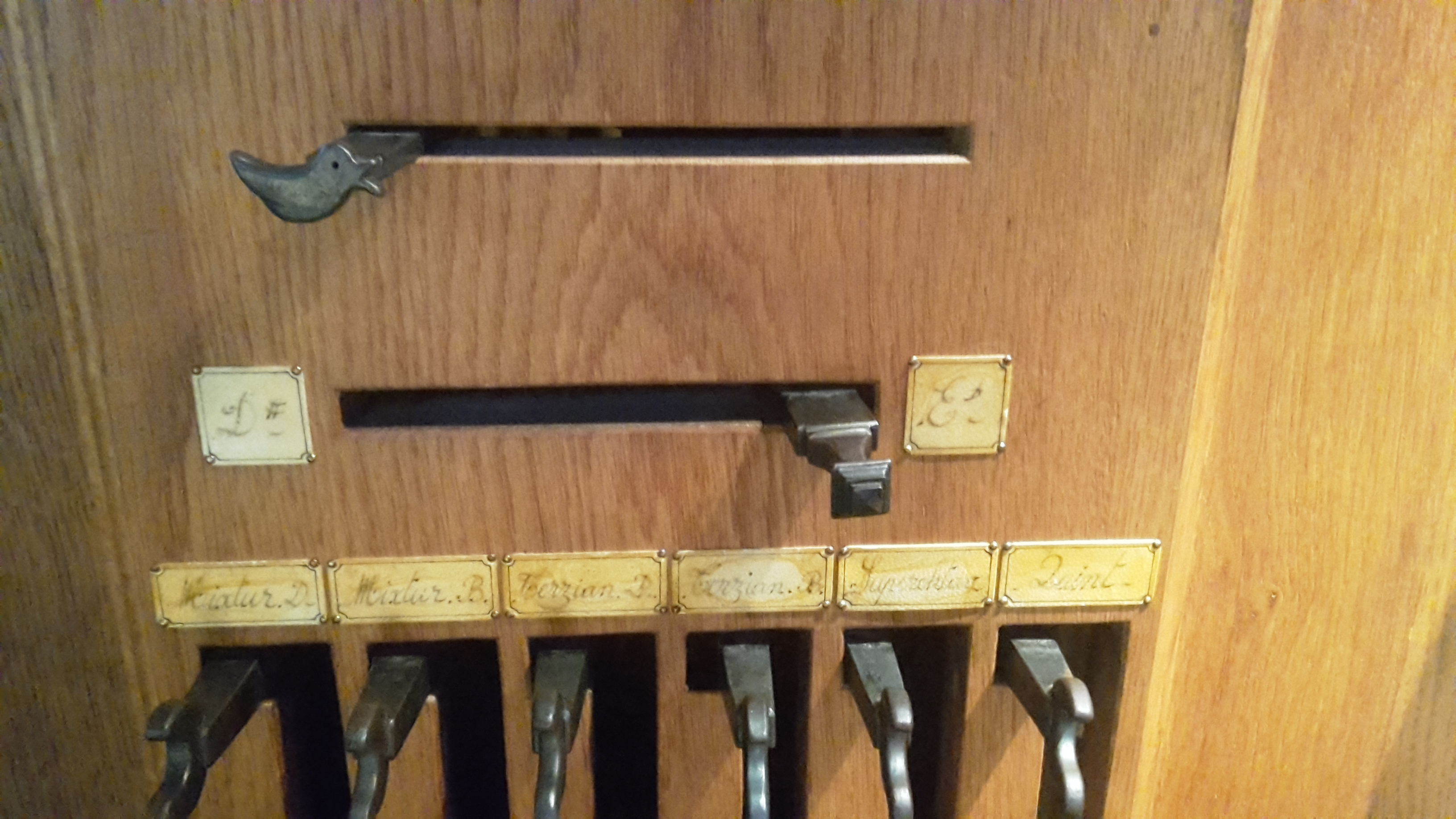
Manette pour changer les ré# en mib.